# Йенице

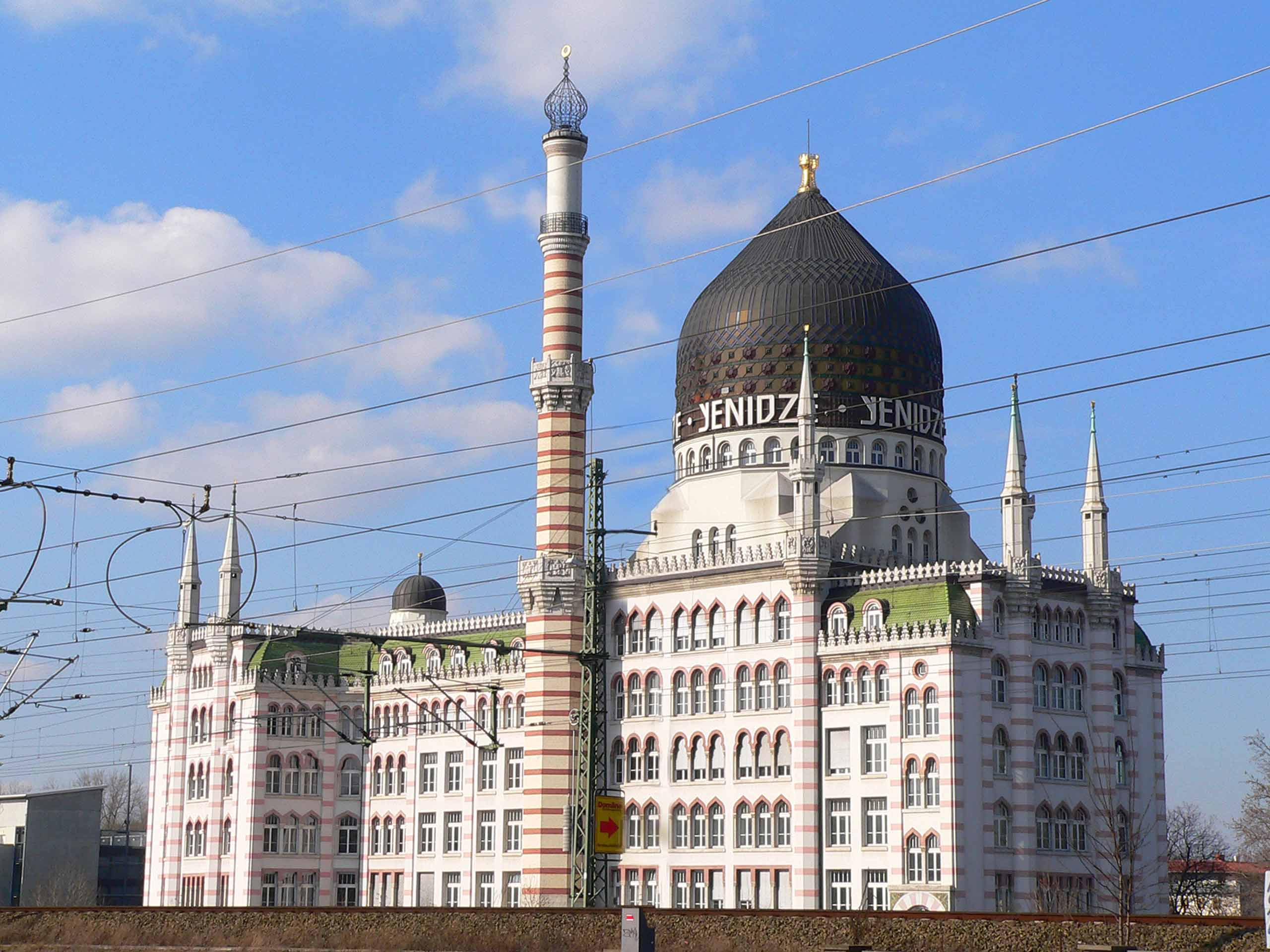
Йенице

Йенице (нем. Yenidze) — бывшая табачная фабрика, одна из достопримечательностей Дрездена. Возведённое в 1909 году здание своей архитектурой напоминает мечеть. Цеха по производству табачных изделий находились здесь до 1953 года. В настоящее время здание используется под офисы различными фирмами, в подвальном помещении находится дискотека, под куполом — ресторан.

## История строительства
Идея строительства фабрики в столь необычном для Дрездена «восточном» стиле принадлежала предпринимателю Хуго Цитц (Hugo Zietz), который занимался экспортом табака и производством сигарет. Прообразом для будущего здания фабрики была одна из мечетей в Каире, где Цитц незадолго до этого путешествовал. А название Йенице произошло от названия местности в Османской империи, откуда он импортировал табак для своего производства, ныне — город Енисея в Греции. Необычность архитектуры должна была стать, с одной стороны, рекламой для его продукции, и это в действительности помогло ему в скором времени достичь значительных успехов. С другой стороны, используя архитектурные особенности мечети, удалось, к примеру, печные и вытяжные трубы «замаскировать» под минареты. Это было необходимостью, в противном случае Цитц не получил бы разрешение на сооружение производственных корпусов, поскольку участок под строительство располагался в непосредственной близости от Старого города — исторического и культурного центра Дрездена, и где к тому же находилась резиденция саксонских королей. Не все в Дрездене восприняли положительно возведение «мечети» практически в центре города. Герман-Мартин Хаммицш, автор проекта, за эту работу был исключён из саксонского союза архитекторов.

## Архитектура
Архитектор Герман-Мартин Хаммицш спроектировал здание, применив на то время самые передовые технологии. Йенице было первым в Германии зданием, построенным с применением несущих железобетонных конструкций. В архитектуре нашли сочетание модерн и мавританский стиль. Общая высота здания составляет 60 метров, из них 20 метров — выполненный из цветного стекла купол с диаметром в 17 метров. При отделке фасада использовались гранит, цветной бетон, кафель, искусственный песчаник и мозаика.

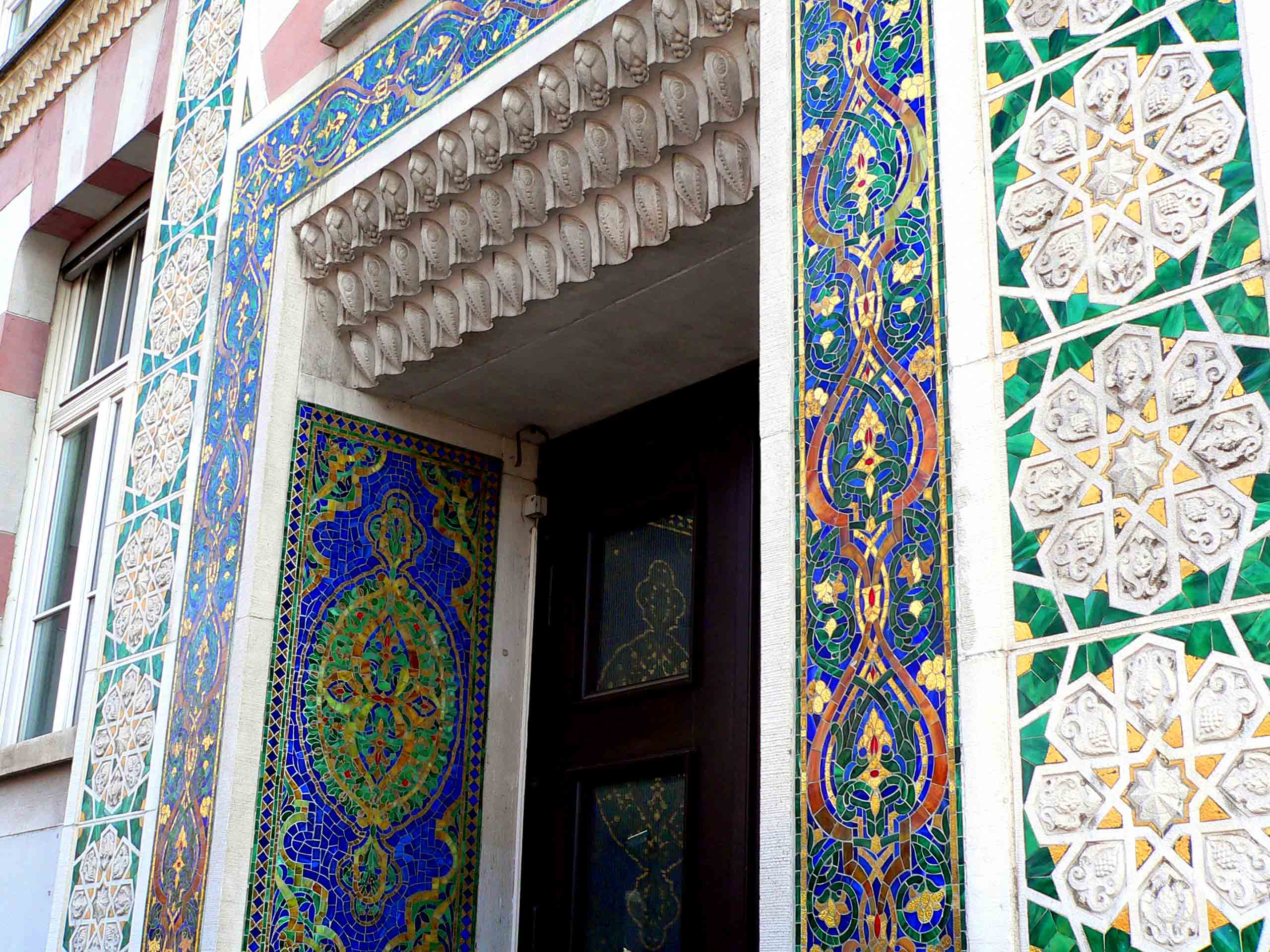
мозаичная облицовка главного входа
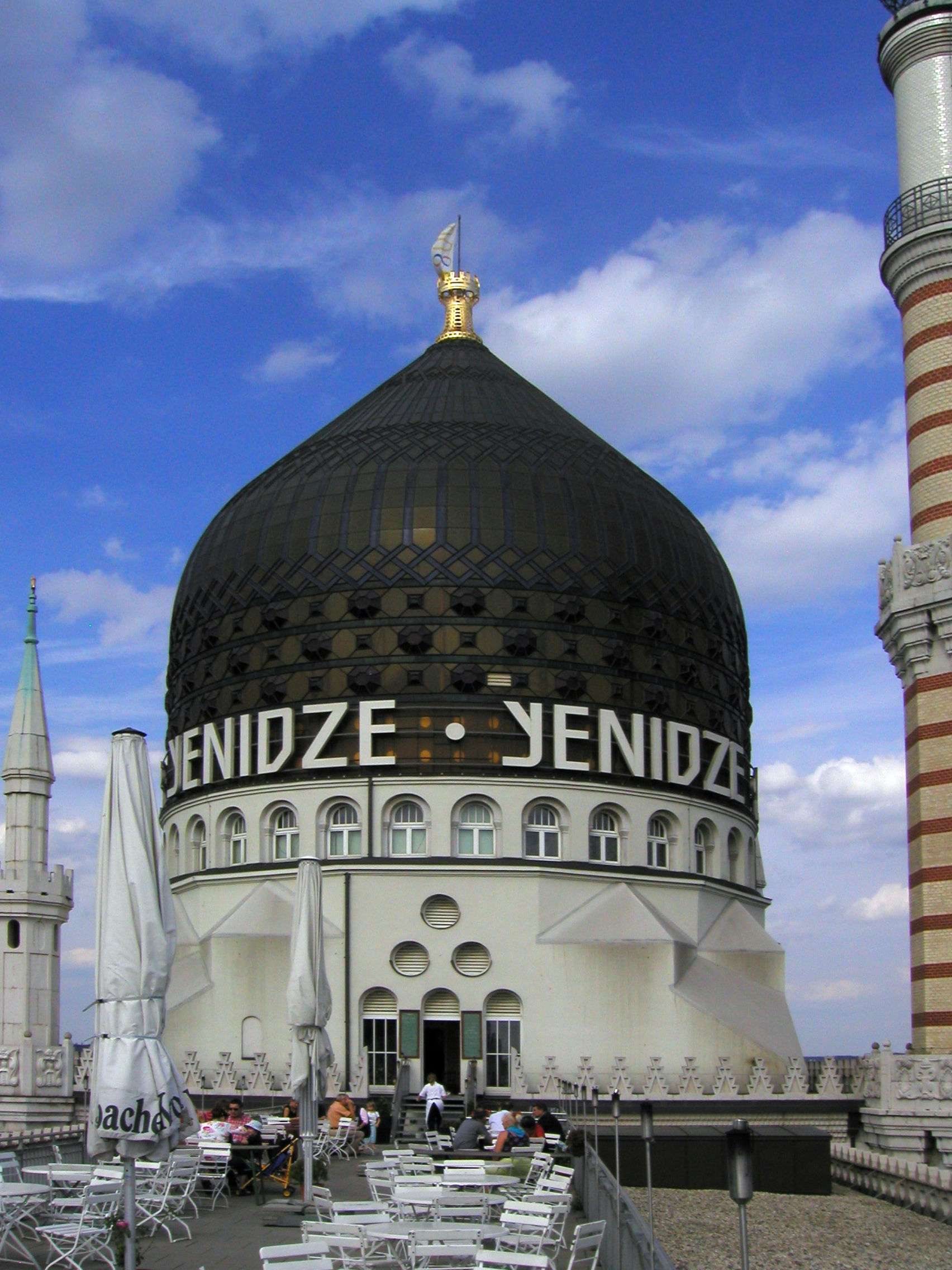
ресторан «Йенице» на крыше здания
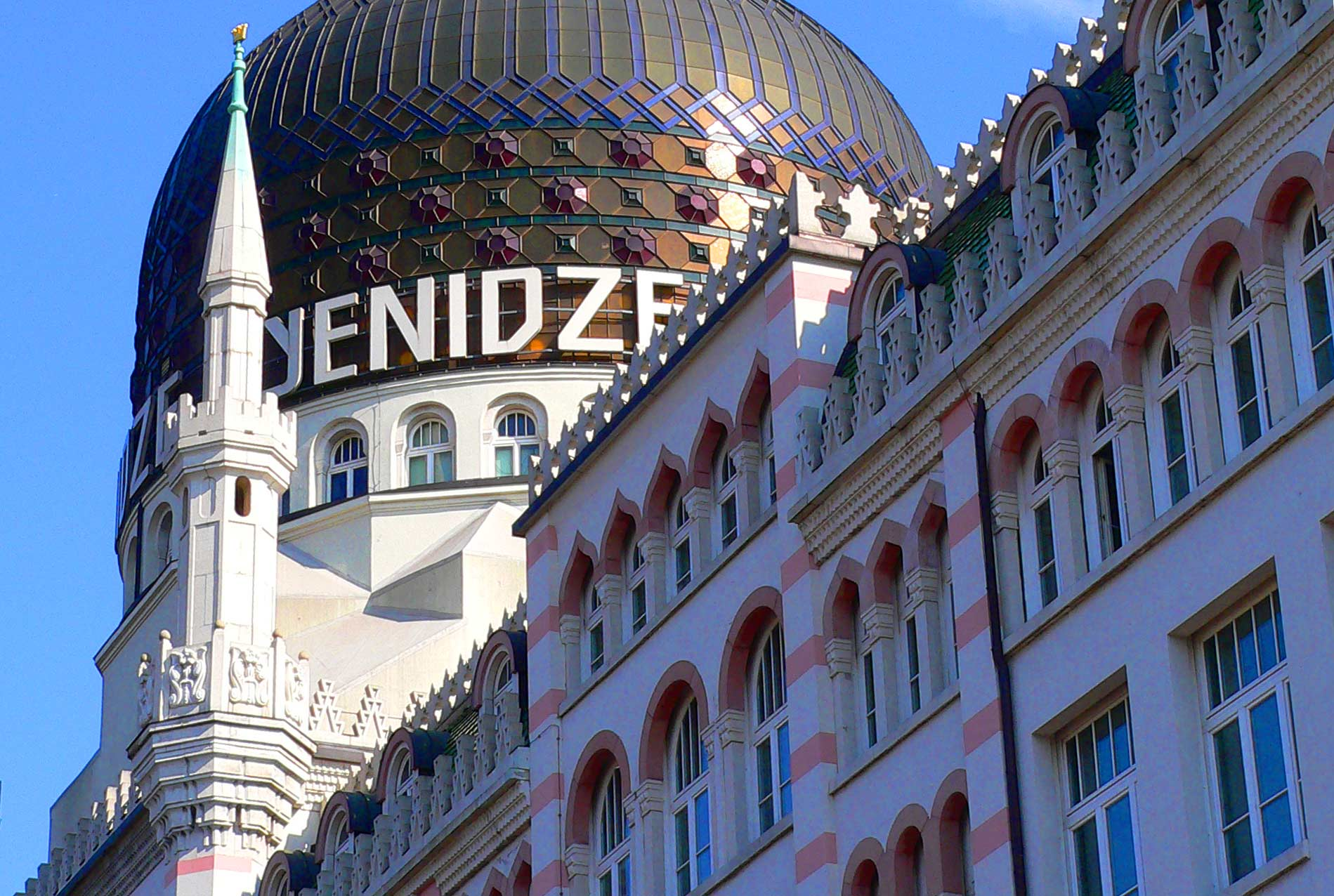
Йенице имеет 600 окон, выполненных в различных стилях